# Aspach-Michelbach
Aspach-Michelbach is een gemeente in het Franse departement Haut-Rhin in de regio Grand Est en maakt deel uit van het arrondissement Thann-Guebwiller. Aspach-Michelbach telde op 1 januari 2022 1.754 inwoners.

## Geschiedenis
De fusiegemeente is op 1 januari 2016 ontstaan uit de voormalige gemeenten Aspach-le-Haut en Michelbach.

## Geografie
De oppervlakte van Aspach-Michelbach bedraagt 12,03 vierkante kilometer; Op 1 januari 2022 was de bevolkingsdichtheid 145,8 inwoners per km².
Aspach-Michelbach heeft als laagste punt 293 meter en het hoogtste punt 402 meter en Aspach-Michelbach grenst aan de buurgemeenten Aspach-le-Bas, Bourbach-le-Bas, Burnhaupt-le-Haut, Cernay, Guewenheim, Leimbach, en Vieux-Thann.
De onderstaande kaart toont de ligging van Aspach-Michelbach met de belangrijkste infrastructuur en aangrenzende gemeenten.

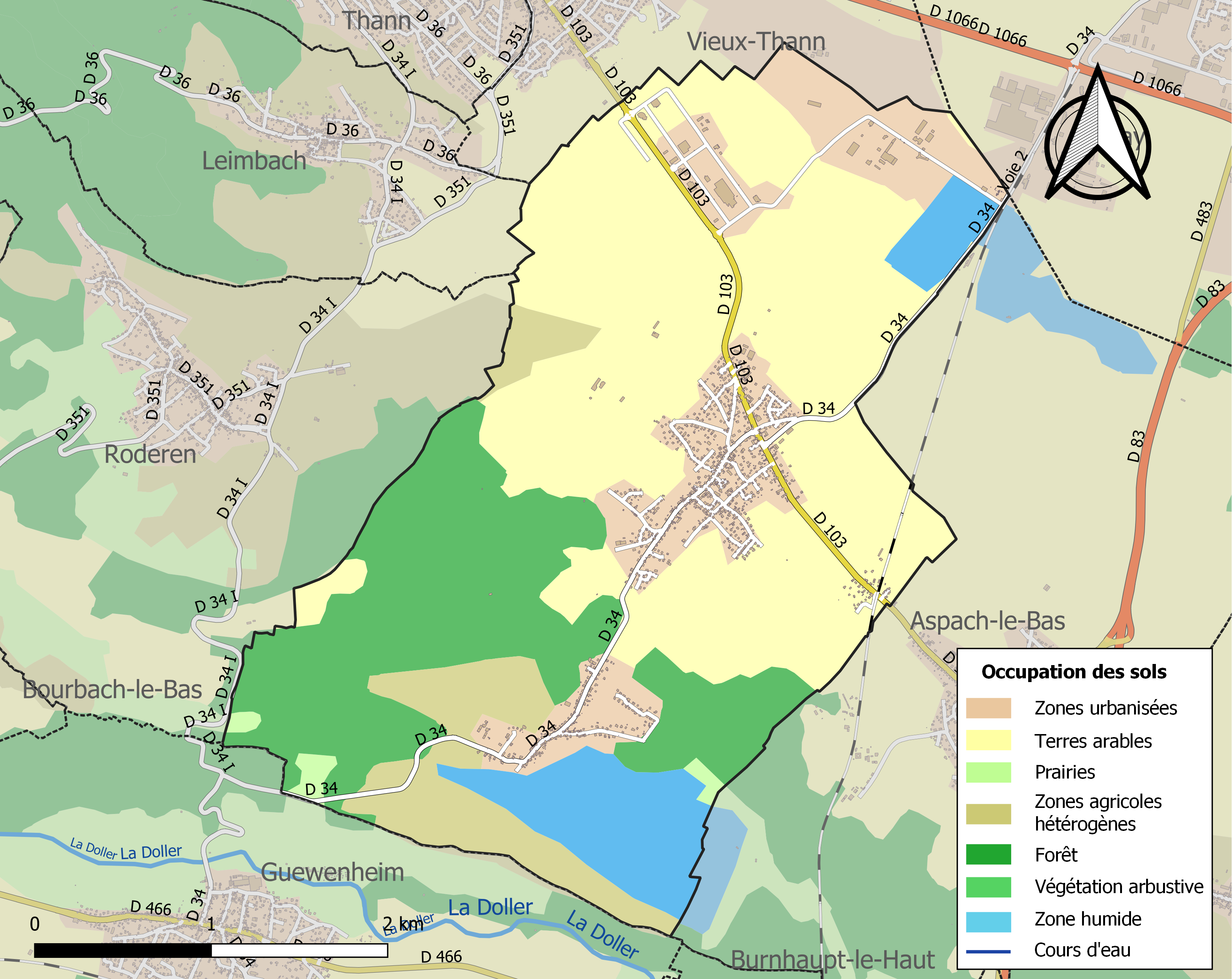

## Galerij

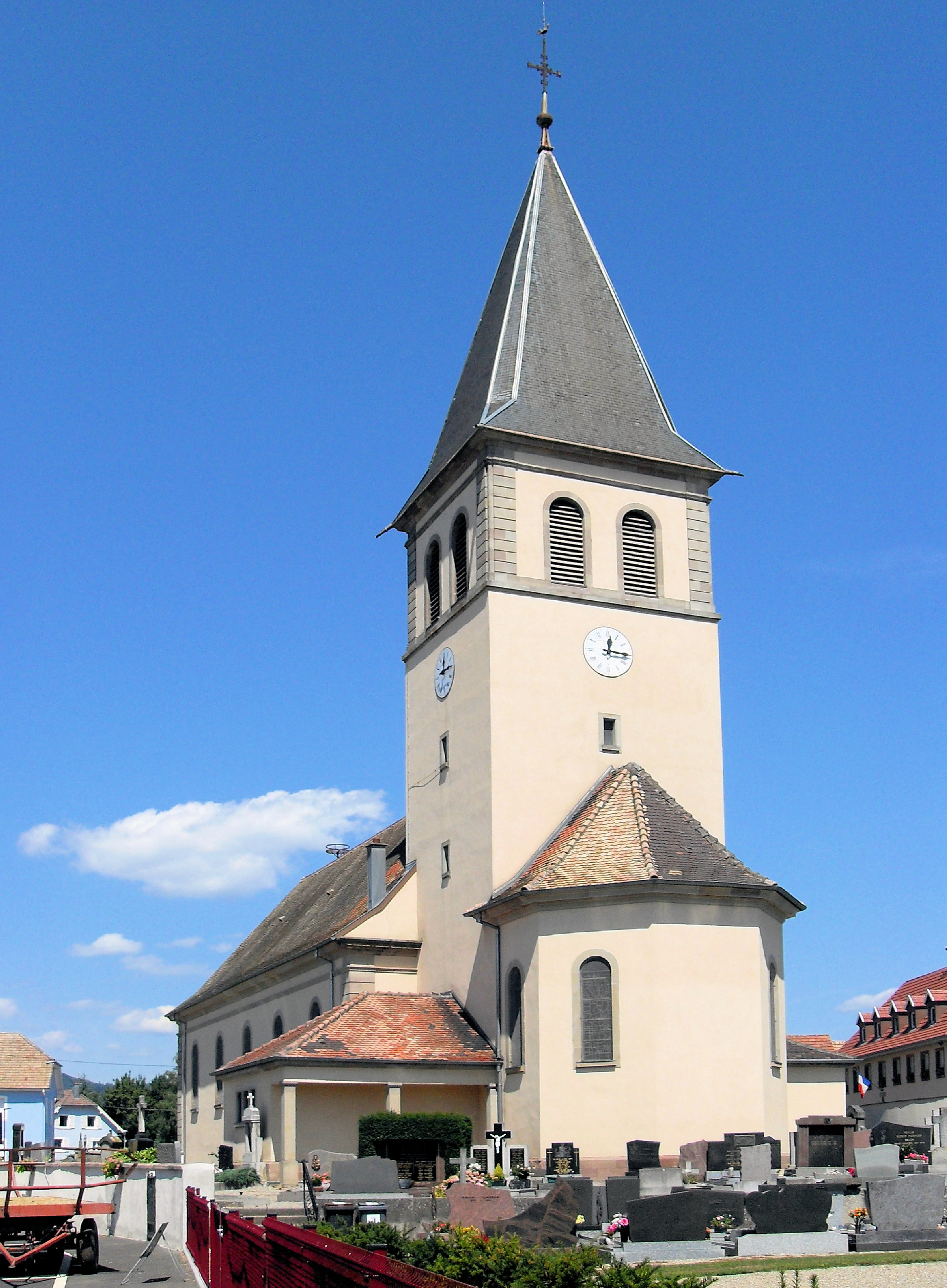
Kerk van Aspach-le-Haut
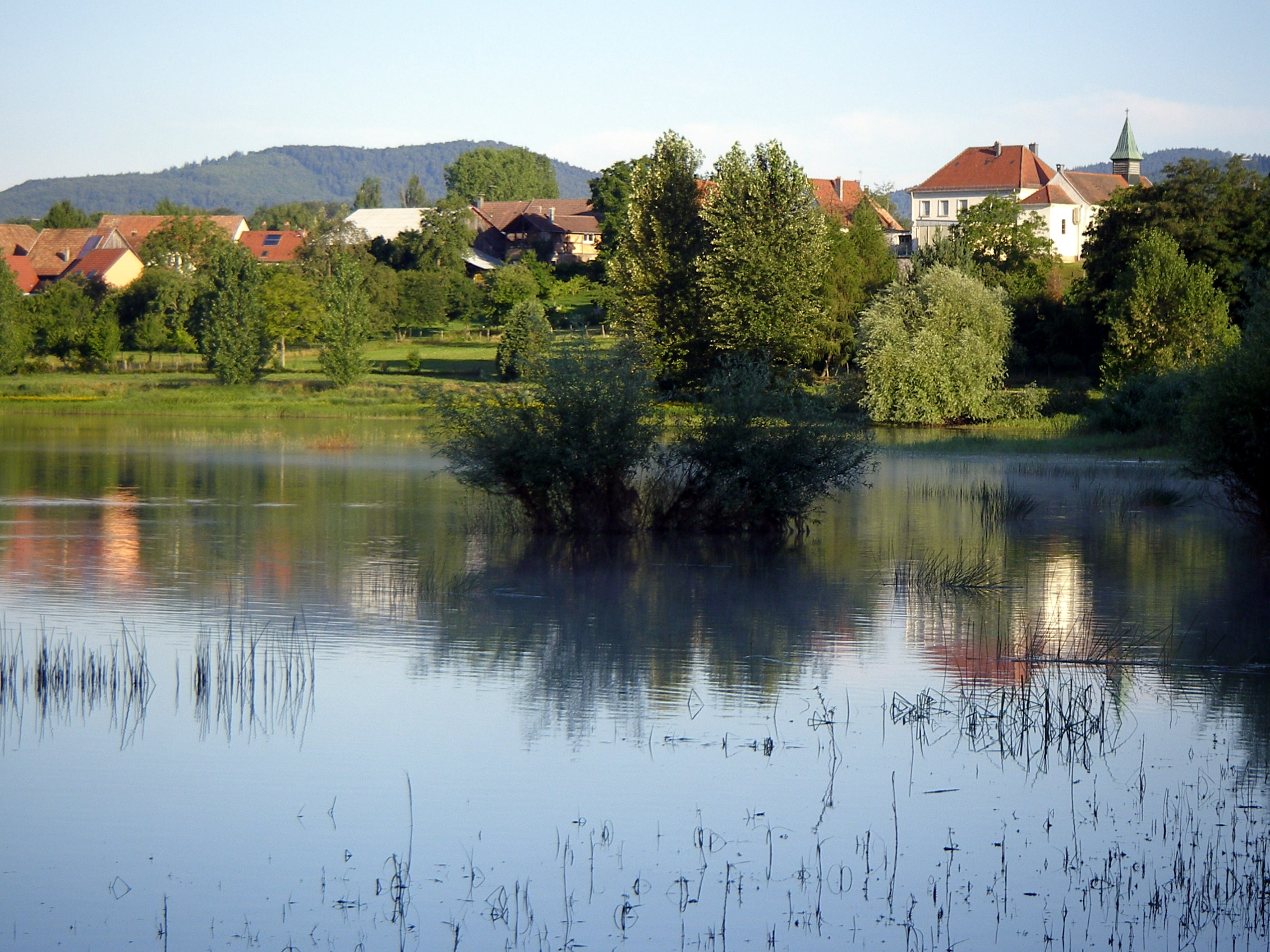
Meer nabij Michelbach